# Lawrence Sephaka
Lawrence Dumisani Sephaka (Johannesburg, 8 agosto 1978) è un ex rugbista a 15, allenatore di rugby a 15 e dirigente d'azienda sudafricano, attivo in carriera nel ruolo di pilone e dal 2014 C.T. del Sudafrica femminile.

## Biografia
Da sempre nei Lions, franchise di Johannesburg (in cui debuttò nel corso del Super 12 2000) Sephaka esordì in Nazionale sudafricana nel dicembre 2001 a Houston, in occasione di un test match contro gli Stati Uniti; sotto la gestione di Rudolf Straeuli divenne elemento costante degli Springbok e fu convocato anche per la Coppa del Mondo di rugby 2003, nella quale disputò 3 incontri prima di infortunarsi contro la Georgia.
Fuori dal circuito internazionale per due anni, tornò a vestire la maglia del Sudafrica nel 2005 sotto Jake White, il quale tuttavia non lo convocò più dopo una sconfitta a Dublino contro l'Irlanda nel novembre 2006; persa quindi l'occasione di disputare la Coppa del Mondo di rugby 2007 si trasferì in Francia al Tolone, con cui disputò una stagione prima di tornare ai Lions dove terminò la carriera.
Nel 2014 fu chiamato dalla Federazione a guidare la Nazionale femminile alla Coppa del Mondo di rugby femminile 2014 in Francia.
Fuori dall'attività sportiva Sephaka è direttore alle vendite presso BMH Africa, società di consulenza multiservizi nel campo residenziale.